# Valor (informàtica)
En ciències de la computació, un valor és una seqüència de bits que s'interpreta d'acord amb alguns tipus de dades. Una mateixa seqüència de bits pot tenir valors diferents segons el tipus que es faci servir per interpretar-ne el significat. Per exemple, el valor pot ser un nombre enter, un valor de punt flotant o una cadena. El valor d'una variable s'emmagatzema en les cel·les de memòria que hi estan associades.
Alguns tipus de valors són comuns a la majoria dels llenguatges de programació (com ara diversos tipus de representacions de nombres), mentre que d'altres són més rars (per exemple, Pascal suporta el tipus conjunt).